# Prace
Prace (jednotné číslo: do Prace, v Praci) je obec v okrese Brno-venkov v Jihomoravském kraji. Nachází se v Dyjsko-svrateckém úvalu, na severním úpatí Prackého kopce s památníkem bitvy u Slavkova zvaným Mohyla míru. Žije zde 977 obyvatel.

## Název
Jako jméno vsi původně sloužilo označení jejích obyvatel: práči - "lidé, kteří se perou, bijí". V češtině se výslovnost -č- používala do konce 15. století, poté souběžně s výslovností -c, která převládla v 19. století. -c- pochází z přívlastku pracký vyvinuvšího se z nářečního zkráceného pračský - od něj utvořena nová podoba Prac, Prace. Na prosazení -c- mohla mít vliv i německá varianta jména (nejprve Pratz, později Pratzen). Protože podle vzoru přívlastků jiných sídel vytvořen i přívlastek pratecký, vznikla v 19. století i varianta Pratec. Podle jiného výkladu pochází jméno vsi ze slova prát ve smyslu zpracování ovčí vlny praním (čištěním) v údajné zdejší salaši.

## Historie
První písemná zmínka o obci pochází z roku 1274.

## Obyvatelstvo
| Rok            | 1869 | 1880 | 1890 | 1900 | 1910 | 1921 | 1930 | 1950 | 1961 | 1970 | 1980 | 1991 | 2001 | 2011 | 2021 |
| -------------- | ---- | ---- | ---- | ---- | ---- | ---- | ---- | ---- | ---- | ---- | ---- | ---- | ---- | ---- | ---- |
| Počet obyvatel | 589  | 842  | 837  | 845  | 873  | 895  | 966  | 866  | 931  | 884  | 832  | 785  | 847  | 884  | 911  |
| Počet domů     | 127  | 152  | 158  | 166  | 177  | 185  | 227  | 248  | 245  | 242  | 243  | 292  | 296  | 303  | 323  |

## Obecní správa
Mezi lety 1869–1985 Prace byla obcí v okrese Vyškov (1869–1930), poté v okrese Slavkov a později v okrese Brno-venkov. Od 1. ledna 1986 do 23. listopadu 1990 patřila jako část města k Šlapanicím a od 24. listopadu 1990 je znovu obcí.

### Obecní symboly
Znak a vlajka byly obci uděleny rozhodnutím předsedy Poslanecké sněmovny Parlamentu České republiky dne 9. prosince 2002.

## Pamětihodnosti
- kostel Povýšení svatého Kříže
- Mohyla míru

## Osobnosti
- Josef Martínek (1888–1962), český hudební pedagog a skladatel

## Doprava
Hromadnou dopravu v Praci zajišťují autobusy linky 48 Integrovaného dopravního systému Jihomoravského kraje. V noci obec obsluhují i vybrané spoje autobusové linky N89.

## Galerie

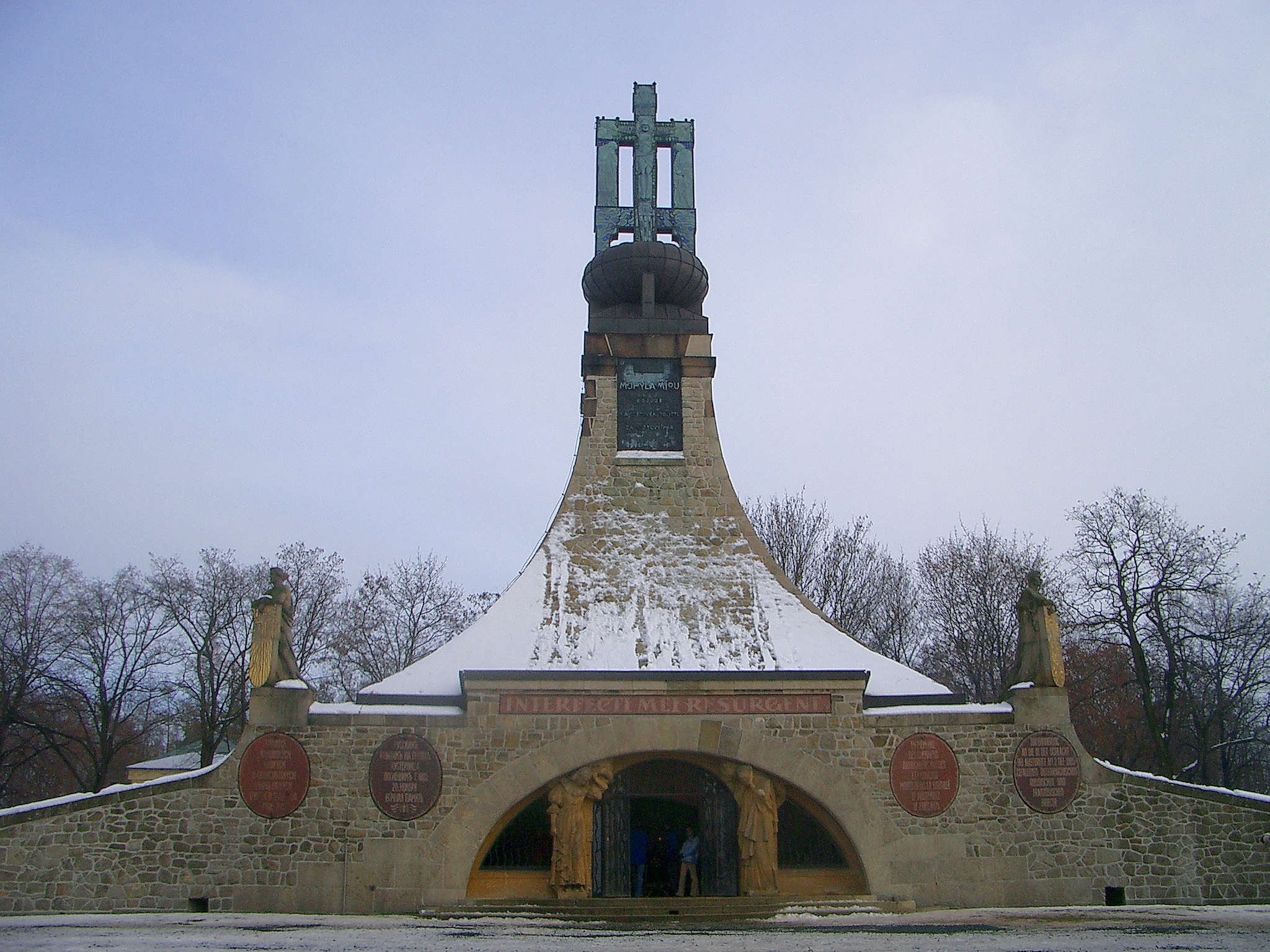
Mohyla míru
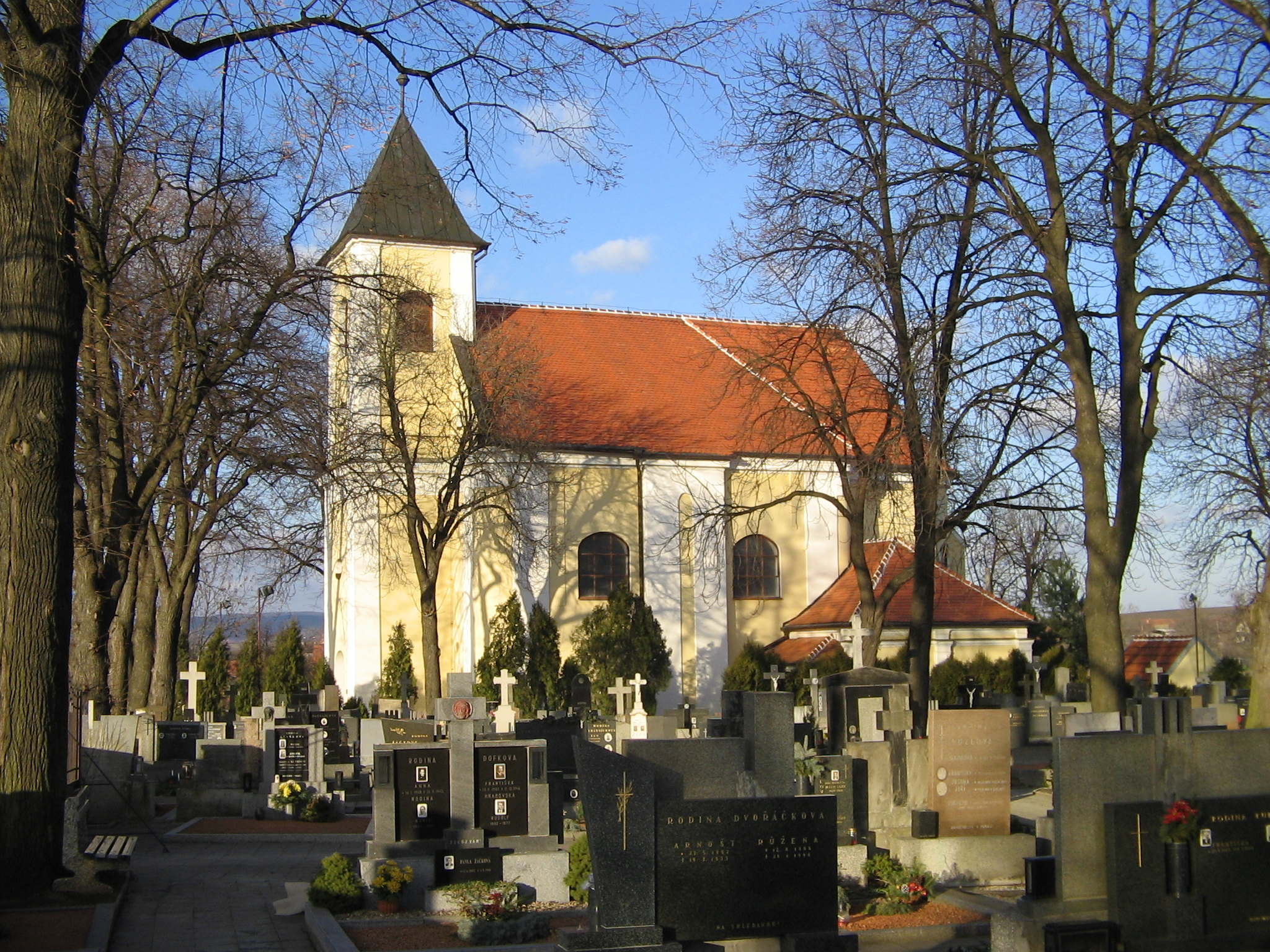
Kostel Povýšení svatého Kříže
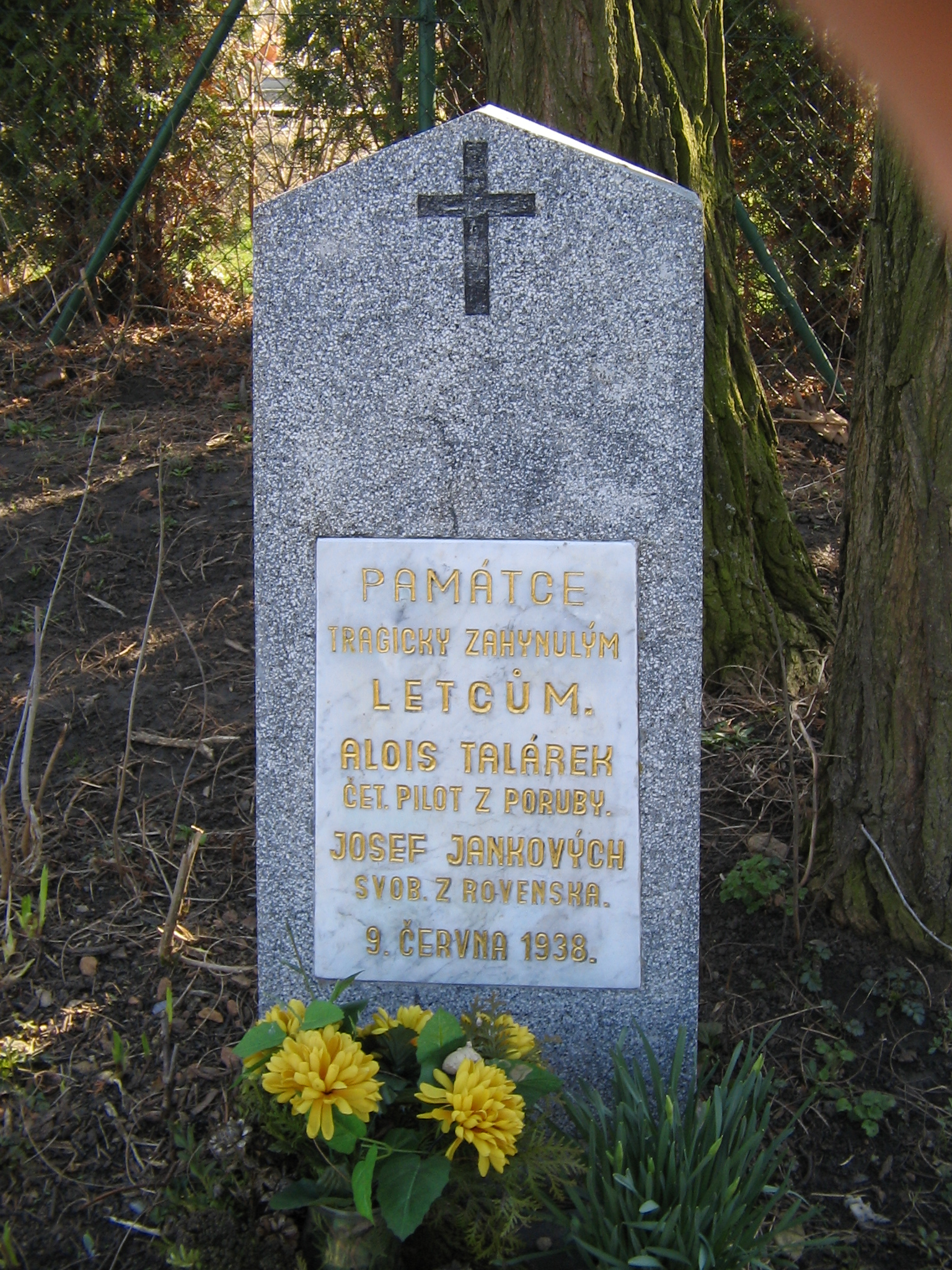
Pomník tragicky zahynulých letců
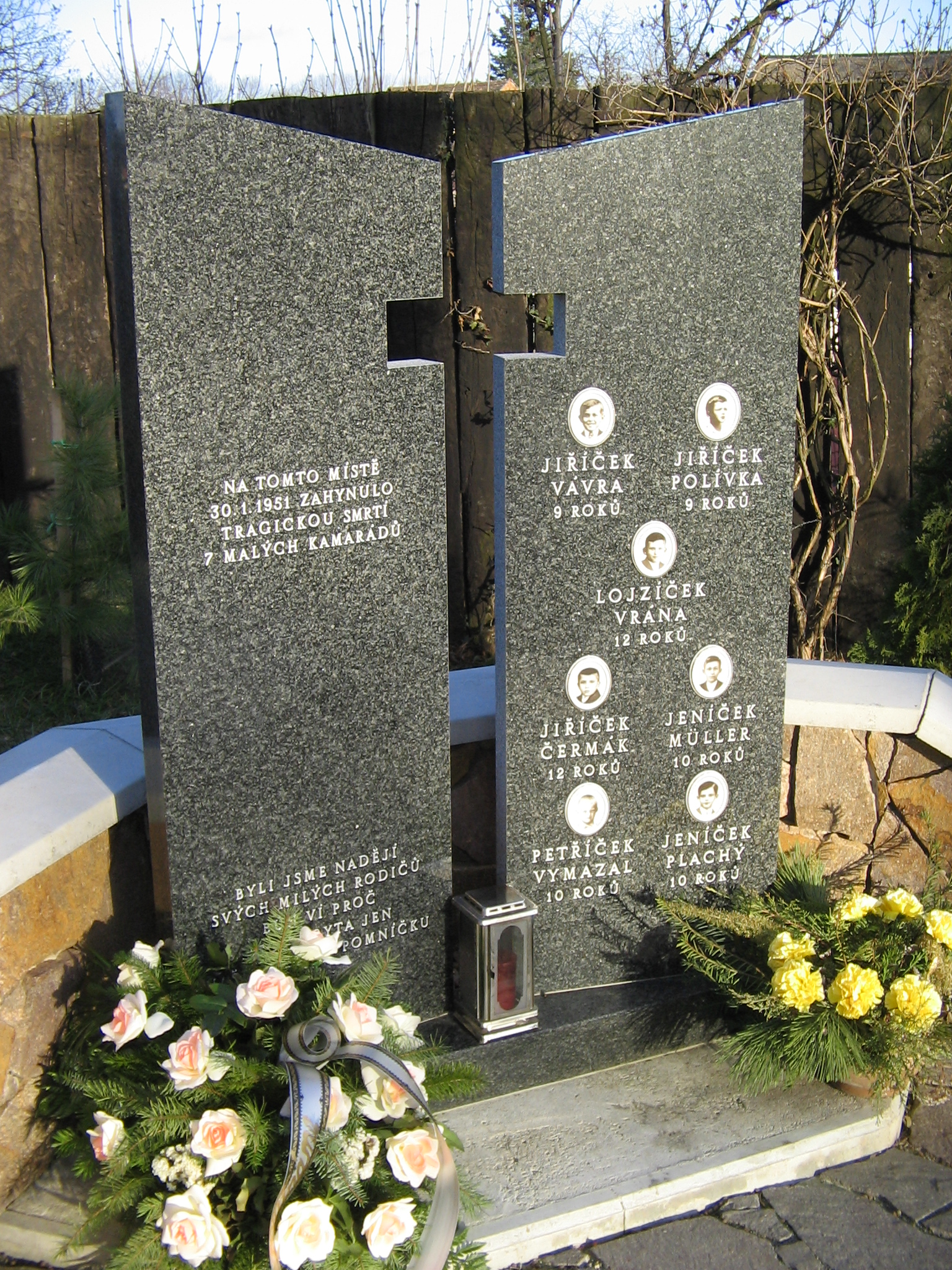
Pomník sedmi kamarádů tragicky zahynulých při výbuchu miny 30. ledna 1951
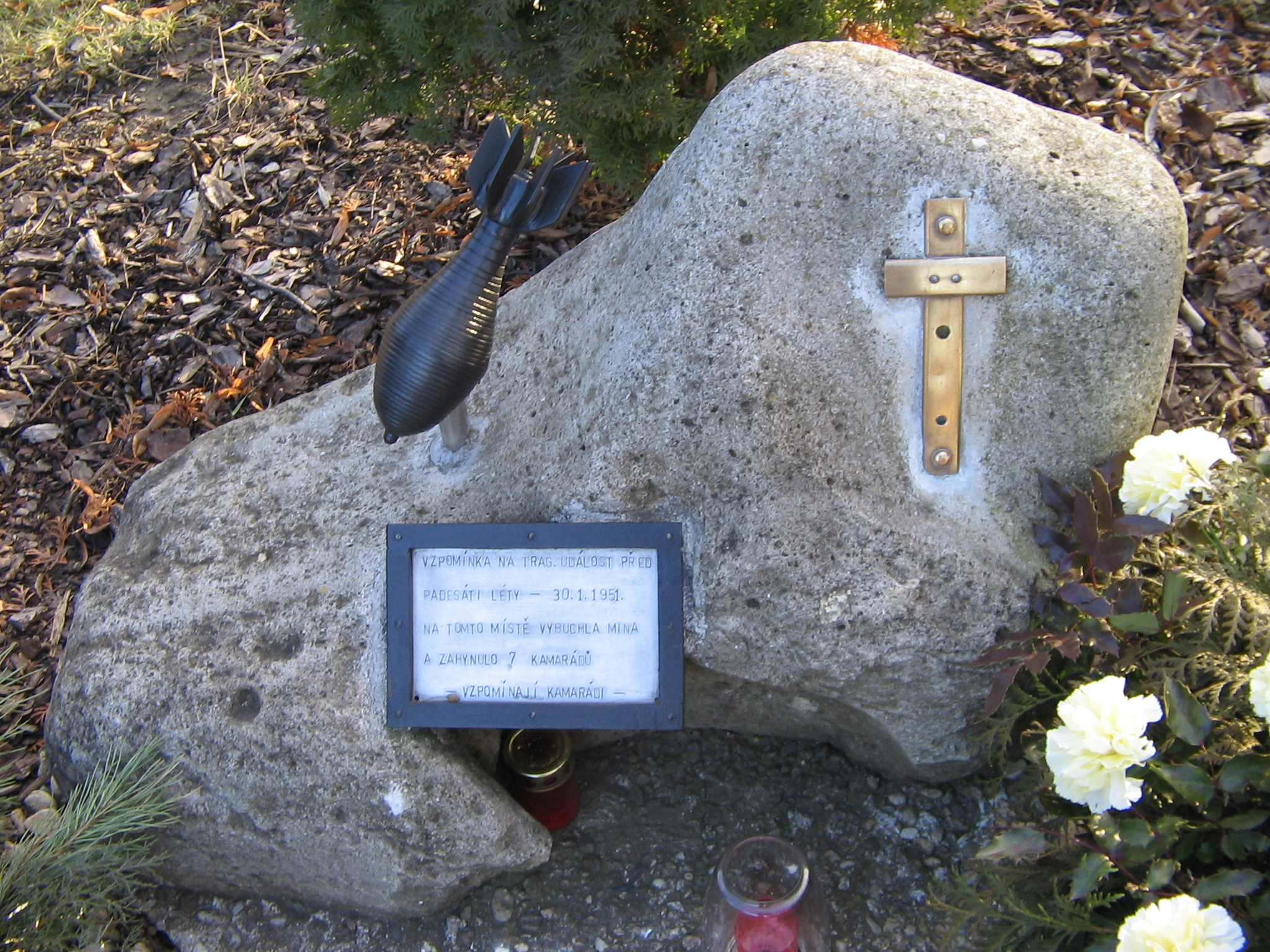
Pomník k 50. výročí smrti sedmi kamarádů